# NWA Southeastern Heavyweight Championship (Smoky Mountain)
Il NWA Southeastern Heavyweight Championship (Smoky Mountain version), promosso anche come come NWA Smoky Mountain Heavyweight Championship, è stato un titolo promosso dalla federazione NWA Smoky Mountain, affiliata della National Wrestling Alliance (NWA) attiva principalmente nel territorio del Tennessee.
Il titolo è stato attivo dal 2011 al 2017, quando è stato sostituito dall'Innovate Pro United States Heavyweight Championship.

## Albo d'oro
| Legenda  |                                                                               |
| -------- | ----------------------------------------------------------------------------- |
| #        | Indica il numero del regno titolato                                           |
| Regno    | Viene indicato il numero del regno del campione                               |
| Data     | La data in cui il titolo è stato vinto                                        |
| Località | Indica il luogo in cui il titolo è stato vinto                                |
| Note     | Indica notizie particolari riguardanti i cambi di titolo o altre informazioni |

| # | Campione       | Regno | Data             | Giorni | Località              | Evento     | Note | Fonti |
| - | -------------- | ----- | ---------------- | ------ | --------------------- | ---------- | --- | ----- |
| 1 | Chris Richards | 1     | febbraio 2011    | --     | --                    | --         | Richards era il detentore del CWA World Heavyweight Championship e quando la Championship Wrestling Alliance si affiliò alla National Wrestling Alliance diventando NWA Smoky Mountain venne nominato campione inaugurale del neonato NWA Smoky Mountain Heavyweight Championship. |       |
| 2 | Keith Knox     | 1     | 17 marzo 2011    | 238    | Morristown, Tennessee | House show | |       |
| 3 | Jason Kincaid  | 1     | 10 novembre 2011 | 1920   | Kingsport, Tennessee  | House show | Il 6 dicembre 2014 il titolo fu rinominato in NWA Southeastern Heavywight Championship. |       |
| 4 | Chase Owens    | 1     | 11 febbraio 2017 | --     | Kingsport, Tennessee  | House show | |       |
| — | Disattivato    | —     | agosto 2018      | —      | —                     | —          | Il titolo fu disattivato quando la federazione terminò l'affiliazione con la NWA, diventando Innovate Pro Wrestling. |       |